# Rakas
Rakas, född 12 april 2005 i Stockholm i Stockholms län, död februari 2016, var en svensk varmblodig travhäst. Han tränades och kördes av Per Lennartsson.
Rakas tävlade åren 2008–2015 och sprang in 4,8 miljoner kronor på 90 starter varav 17 segrar, 18 andraplatser och 12 tredjeplatser. Han tog karriärens största segrar i Silverdivisionens final (juli 2010) och Gulddivisionens final (okt 2010). Han kom även på andraplats i Finlandialoppet (2012) samt på tredjeplats i Konung Gustaf V:s Pokal (2009) och Elitloppet (2011).